# 서울중랑우체국
서울중랑우체국(서울中浪郵遞局)은 우편서비스, 우체국예금보험 관련 업무, 물류서비스 등을 담당하는 서울지방우정청 소속 우체국이다.

## 기본 정보
- 주소 : 서울특별시 중랑구 망우로 271 (상봉동)
- 우편번호 : 02098

## 연혁
- 1992년 7월 1일: 망우동우체국 개국(사무관국)
- 1992년 11월 2일: 서울중랑우체국으로 개칭
- 1997년 7월 1일: 서기관국으로 승격
- 2014년 1월 1일: 우편구역을 다음과 같이 고시[1]

서울중랑우체국 관할 우편구역
| 배달국         | 배달구역      | 구역번호      |
| -------------- | ------------- | ------------- |
| 서울중랑우체국 | 중랑구 전지역 | 02000 ~ 02261 |

- 2015년 12월 31일: 서울면목8동우편취급국 폐국[2]
- 2016년 12월 23일: 서울면목7동우체국 폐국[3]

## 관할 우체국
| 우체국명              | 사진 | 주소                                        |
| --------------------- | ---- | ------------------------------------------- |
| 서울망우1동우체국     |      | 서울특별시 중랑구 망우로 447 (망우동)       |
| 서울면목2동우편취급국 |      | 서울특별시 중랑구 중랑천로 64 (면목동)      |
| 서울면목동우체국      |      | 서울특별시 중랑구 면목로 344 (면목동)       |
| 서울묵동우체국        |      | 서울특별시 중랑구 동일로 895 (묵동)         |
| 서울상봉1동우편취급국 |      | 서울특별시 중랑구 상봉중앙로1길 12 (상봉동) |
| 서울신내1동우편취급국 |      | 서울특별시 중랑구 봉화산로 221 (신내동)     |
| 서울신내동우체국      |      | 서울특별시 중랑구 신내로 17길 112 (신내동)  |
| 서울중화동우체국      |      | 서울특별시 중랑구 동일로 784 (중화동)       |

## 조직
- 경영지도실
- 지원과
- 영업과
- 고객지원실
- 우편물류과
- 운용실
- 소포실